# Pinback
Pinback es una banda de indie rock de San Diego, California, actualmente trabaja con el sello Temporary Residence Ltd. La banda fue formada en 1998 por los cantantes, compositores y multinstrumentistas Armistead Burwell Smith IV y Rob Crow. La banda tiene dos bateristas que se alternan, Chris Prescott, y Tom Zinser. Otros miembros de Pinback han sido Terrin Durfey, Eric Hoversten, Ryan Bromley, Cameron Jones, Kenseth Thideau, Gabriel Voiles, MC, Dmitri Dziensuwski, Donny Van Zandt, y Thatcher Orbitachi.
El apodo de la banda es una referencia a un personaje en la película Dark Star (interpretado por Dan O'Bannon, quien también coescribió la película), dirigida por John Carpenter. Muestras de audio de esta película son usadas frecuentemente en los primeros trabajos de la banda.
El álbum más reciente de Pinback es Information Retrieved fue lanzado en 2012. La banda también lanzó una colección de rarezas, bajo el título  Nautical Antiques hace no mucho tiempo.
Ellos aparecieron en vivo en una entrevista transmitida en su país y tocaron un par de canciones en el show Talk of the Nation de NPR el 8 de octubre de 2007, que está disponible para ser descargado desde la página web de NPR. 
El 1 de abril de 2009, se anunció que Pinback estaba trabajando en la creación de un nuevo disco, para el 2010, y que sería lanzado bajo el sello Temporary Residence Ltd.

## Discografía

### Álbumes de estudio
- This Is a Pinback CD (1999)
- Blue Screen Life (2001)
- Summer in Abaddon (2004) U.S. #196[2]
- Autumn of the Seraphs (2007) U.S. #69
- Information Retrieved (2012) U.S. #71

### EP
- Live in Donny's Garage (2000)
- This Is a Pinback Tour E.P. (2001)
- Some Voices (2002)
- More or Less Live in a Few Different Places  (2002)
- Arrive Having Eaten (2003)
- Offcell (2003)
- Too Many Shadows (2004)
- ascii E.P. (2008)
- Some Offcell Voices (2017)

### Compilaciones
- Nautical Antiques (2006)